# Steglitzer Kreisel

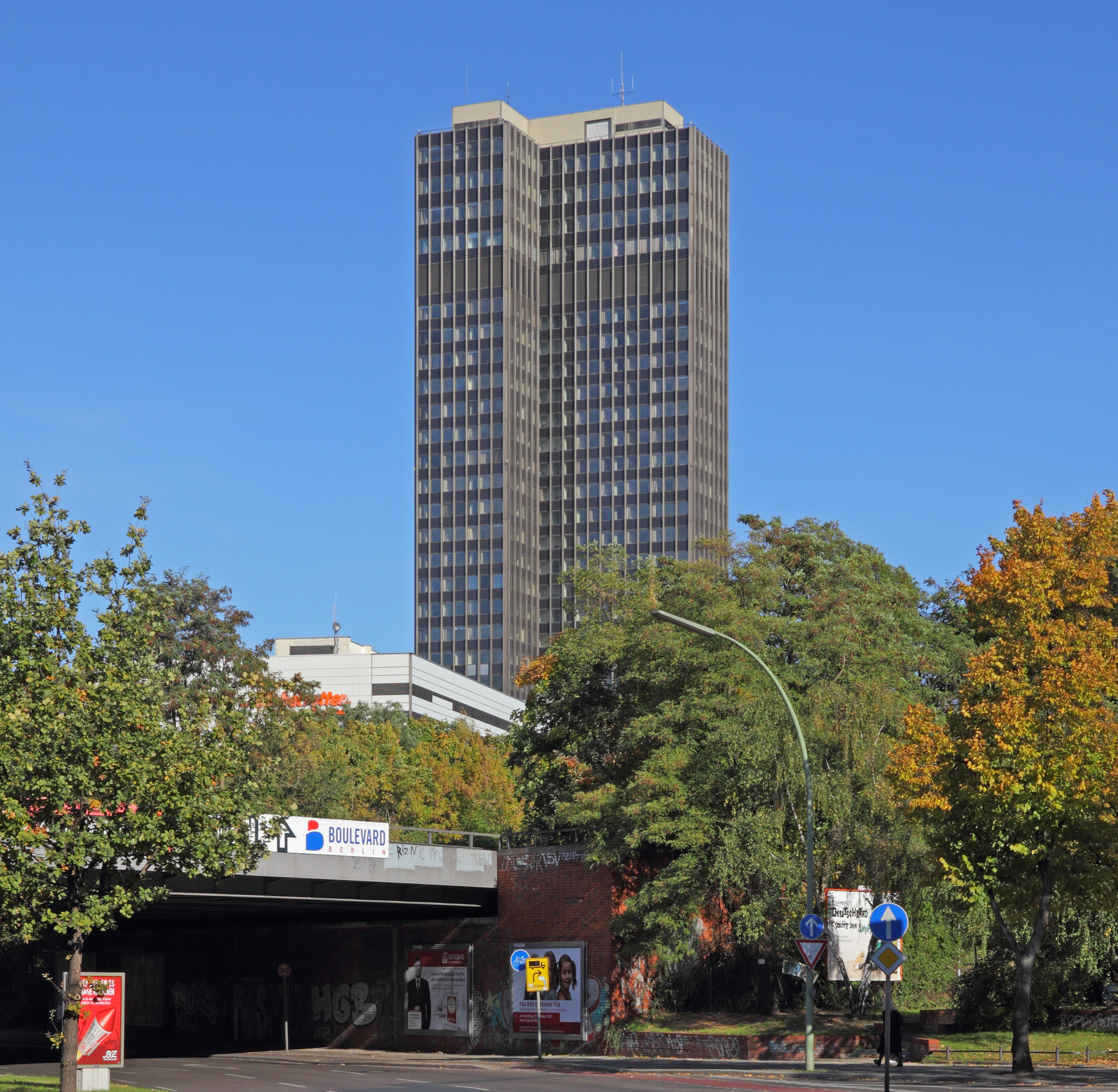
Steglitzer Kreisel

Steglitzer Kreisel är ett 118,5 meter högt höghus som är en del av ett byggnadskomplex i stadsdelen Steglitz i Berlin. Den byggdes av arkitekten och byggföretagsledaren Sigrid Kressmann-Zschach. Steglitzer Kreisel har kommit att bli förknippad med byggskandalen som ledde fram till Kreiselaffären på 1970-talet.

## Historia
Steglitzer Kreisel byggdes som en satsning på Steglitz och södra Västberlin. Tanken var att skapa en motvikt till Västberlins citykärna vid Kurfürstendamm. Förebild var amerikanska gallerior. Sigrid Kressmann-Zschach kunde genom kontakter i Berlins stadsförvaltning få reda på planerade byggprojekt i förväg. När hon fick veta att staden skulle dra en tunnelbanelinje till Steglitz köpte hon marken där stationen i Steglitz skulle byggas. Därmed kom inte staden förbi arkitekten när tunnelbanan skulle dras söderut. Kressmann-Zschach hade då presenterat sina planer på ett köpcentrum och skyskrapa för senatens ansvariga i byggfrågor Horst Grabert - och andra byggprojekt och deras intressenter hölls utanför. 1968 inleddes projektet och staden bekostade omkringliggande vägar. Namnet Steglitzer Kreisel - "Steglitzsnurran" - kommer från den ursprungliga tanken att trafiken skulle gå runt huset.
Projektet blev snart uppmärksammat för de stigande byggkostnaderna. Kostnaderna steg från ursprungliga 180 miljoner d-mark till 323 miljoner d-mark. De rena byggkostnaderna steg från 116 till 186 miljoner (1969–1973). Övriga kostnader steg från 36 till 100,8 miljoner. Ersättningen till arkitekten Kressmann-Zschach stod för 50 av dessa miljoner. Kressmann-Zschach kom att sänka ersättningen med fem miljoner.
1972 kom den första kritiken mot byggandet och finansieringsproblem uppstod även då det inte fanns tillräckligt med hyresgäster. Kritik riktades mot själva Steglitzer Kreisel och mot den utförande byggfirman Avalon GmbH & Co. KG. 1973 ställdes arbetet in sedan byggfirman blivit oförmögen att betala och 1974 gick hela projektet i konkurs.

### Kreiselaffären
Västberlins senat förlorade i samband med konkursen 40 miljoner D-mark då staden gått i borgen för Sigrid Kressmann-Zschach. Detta blev den så kallade Kreiselaffären (Kreisel-Affäre). Västberlins finanssentor Heinz Striek och byggsenator Rolf Schwedler hade lättfärdigt gått in i projektet och skrivit under borgernärskapet. Åklagaren utredde  också misstanke om bedrägeri gällande arkitekten Sigrid Kressmann-Zschach men utredningen ställdes in 1975. Även det parlamentariska undersökningsutskottet lade ner sin utredning mot Striek och Schwedler. Striek tvingades avgå 1975. Finanschefen vid Berlins finansdirektion Klaus Arlt som hjälpt Kressmann-Zschach och stod henne nära privat suspenderades.
Berlins stad försökte sälja komplexet men det dröjde till 1977 innan en köpare hittades i Becker & Kries som kunde köpa Steglitzer Kreisel för reapriset 32,6 miljoner d-mark. Stadsdelsförvaltningen förband sig att de kommande tio åren vara hyresgäst i huset. 1980 var höghuset färdigbyggt och Steglitz stadsdelsförvaltning flyttade in i byggnaden.  1988 köpte Berlins stad tillbaka höghusdelen medan Becker & Kries behöll den lukrativa nedre delen. Höghuset visade sig ha asbest medan Becker & Kries renoverat och sanerat den nedre delen med butiker och restauranger.
Byggnaden innehåller asbest och sanerades 2013 men höghuset står idag tomt. I sockeln finns restauranger, butiker och Steglitz busscentral med tunnelbanestationen Rathaus Steglitz.

## Kommunikationer
| Linje | Station          |  |  |  |
| U9    | Rathaus Steglitz |  |  |  |